# Nikolai Gogol
Nikolai Vasilievich Gogol (em russo:  Николай Васильевич Гоголь; em ucraniano:  Микола Васильович Гоголь; transliteração: Mykola Vassyliovytch Hohol; Sorochyntsi, Poltrávia, Império Russo, 20 de marçojul./ 1 de abril de 1809greg. — Moscovo, 21 de fevereirojul./ 4 de março de 1852greg.), foi um proeminente  escritor do Império Russo. Sua nacionalidade é motivo de polêmica, pois sua cidade natal fazia parte do Império Russo na época, mas atualmente pertence à Ucrânia. Como consequência, tanto a Rússia quanto a Ucrânia reivindicam a sua nacionalidade. Apesar de muitos de seus trabalhos terem sido influenciados pela tradição ucraniana, Gogol escreveu em russo e sua obra é considerada herança da literatura russa. Toda a sua obra é fundada no realismo, mas um realismo muito próprio, com rasgos do que viria a ser o surrealismo.

## Biografia
Com vinte anos (1829), o jovem Gogol vai para São Petersburgo, onde conhece Alexandre Púchkin, o maior escritor russo de então, que lhe inspira devota amizade, fervorosa empatia e ideias novas para obras que ainda não tinham vindo à luz do dia, nomeadamente Noites na Herdade de Dikanka, sua obra de estreia, que viria a ser publicada em 1831, obtendo, então, Gogol o seu primeiro êxito. Mas, desde cedo, revela uma personalidade complexa.
Amante fervoroso da verdade, Gogol foi um homem repleto de preocupações místicas, religiosas e patrióticas. A sua obra reflete o lado moralista das questões que dizem respeito à condição humana, trágica e inapelavelmente prisioneira na sua jaula. Gogol não foi político, não possuía um programa de ação contra o regime, que fazia da Rússia da época um país "metade caserna, metade prisão".
Seu pai, antigo oficial cossaco, desenvolveu seu gosto pela literatura, mas nunca foi um amparo na infância de Nikolai, ainda que o jovem nutrisse, por seu genitor, verdadeira amizade. Sua mãe transmitiu-lhe a fé religiosa, que veio a desencadear em um misticismo doentio.

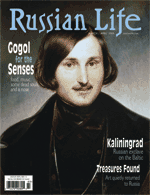
Capa da revista Russian Life de 2009 mostrando retrato de Gogol

Depois de estudos medíocres, este jovem de fisionomia austera deixa a Ucrânia e encontra um modesto emprego de escritório ministerial em São Petersburgo. A distância de seu país natal e a nostalgia que dela resulta inspiraram alguns dos seus escritos. A panóplia de obras e romances do então "funcionário para sempre enclausurado" avivaram a sua carreira como autor, e após haver conhecido pessoalmente o romântico Alexandre Púchkin, sua obra despoletaria em um realismo próprio - não diremos insuflado, mas uma fonte riquíssima em artifícios paradoxais, tal como Dostoiévski havia traçado em sua obra. Prova desse realismo típico veio a ser a novela O Capote, cujo herói se tornara arquétipo do pequeno funcionário russo.
De facto, sua intervenção não é outra senão denunciar os vícios e abusos no interior da alma humana, humilhada e atravancada de emoções contraditórias. Em pleno desarranjo emocional, Gogól foge e recomeça a viajar pela Europa. A morte de Púchkin no ano de 1837, em um desinteressante duelo, abala profundamente Gogol. "Agora tenho a obrigação de concluir a obra cuja ideia fora do meu amigo". Referia-se, naturalmente, ao alentado texto de Almas Mortas.
Tenta publicar a obra em Moscovo em 1841, mas o Comité Moscovita de Censura recusa. Não é senão após uma intervenção dos amigos do autor que o livro é publicado, em 1842. O romance é uma descrição em detalhe das preocupações do homem russo em uma Rússia profunda; uma sátira às vezes impiedosa, que, porém, guarda, subjacente, o profundo e natural amor de Gogol pelo país. De 1837 a 1843, vive em Roma. Regressa à Rússia, doente. Um misticismo religioso acentuado induziu-o a abandonar as antigas ideias liberais para se tornar um defensor da autocracia. Essa fase mística virá a exacerbar-se após a sua viagem à Palestina, em 1849.

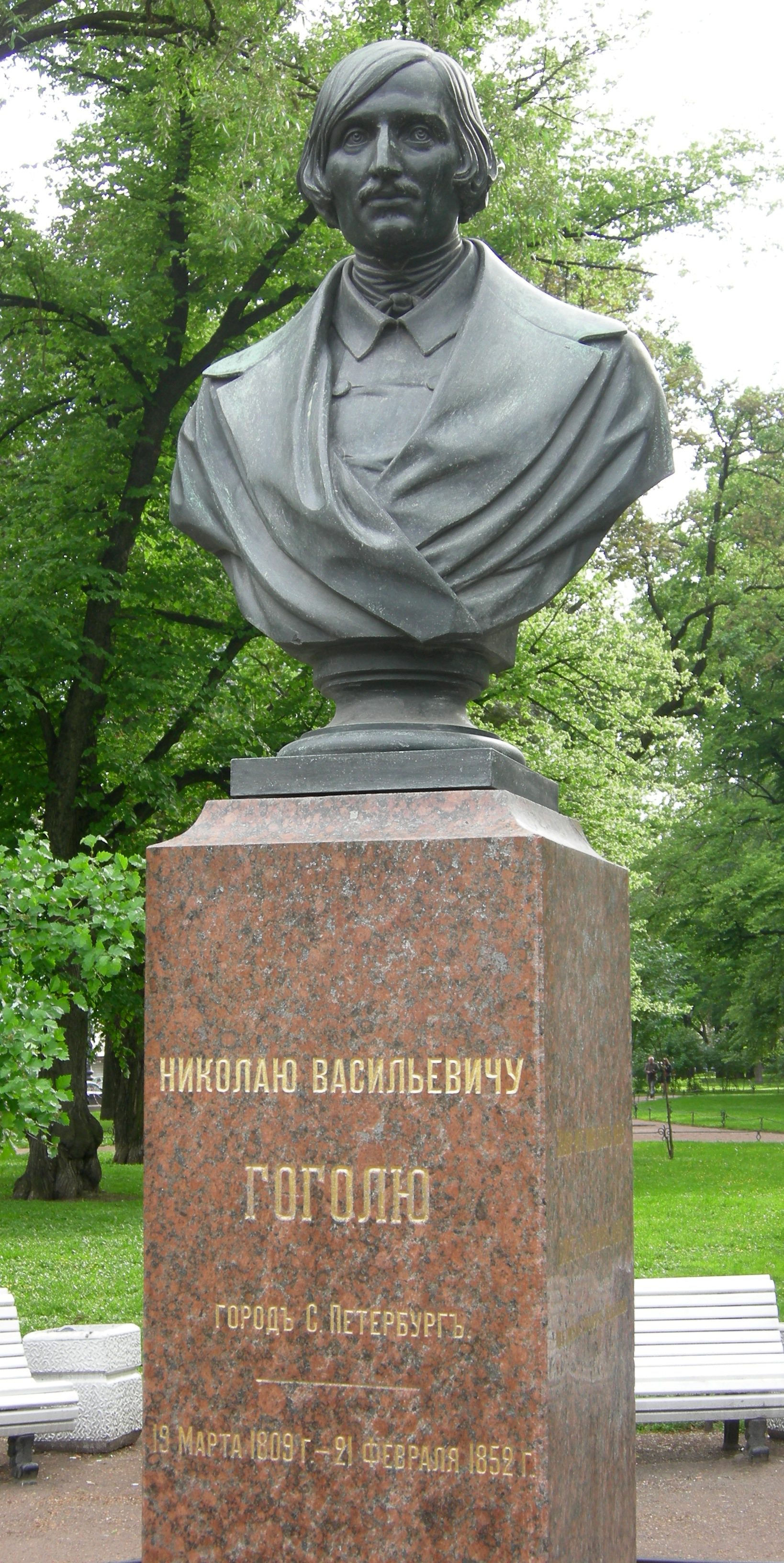
Busto de Nicolau Gogol em São Petersburgo

As tribulações recomeçam: Itália, França, Alemanha etc. Em 1848, faz uma peregrinação a Jerusalém. A pouco e pouco, sua saúde se degrada, e ainda mais devido à sua irritável hipocondria que em nada o recompõe; seu sentimento religioso se exalta. Gogol se torna cada vez mais místico, impelido em ir buscar, pelo sentimento religioso, a salvação da alma.

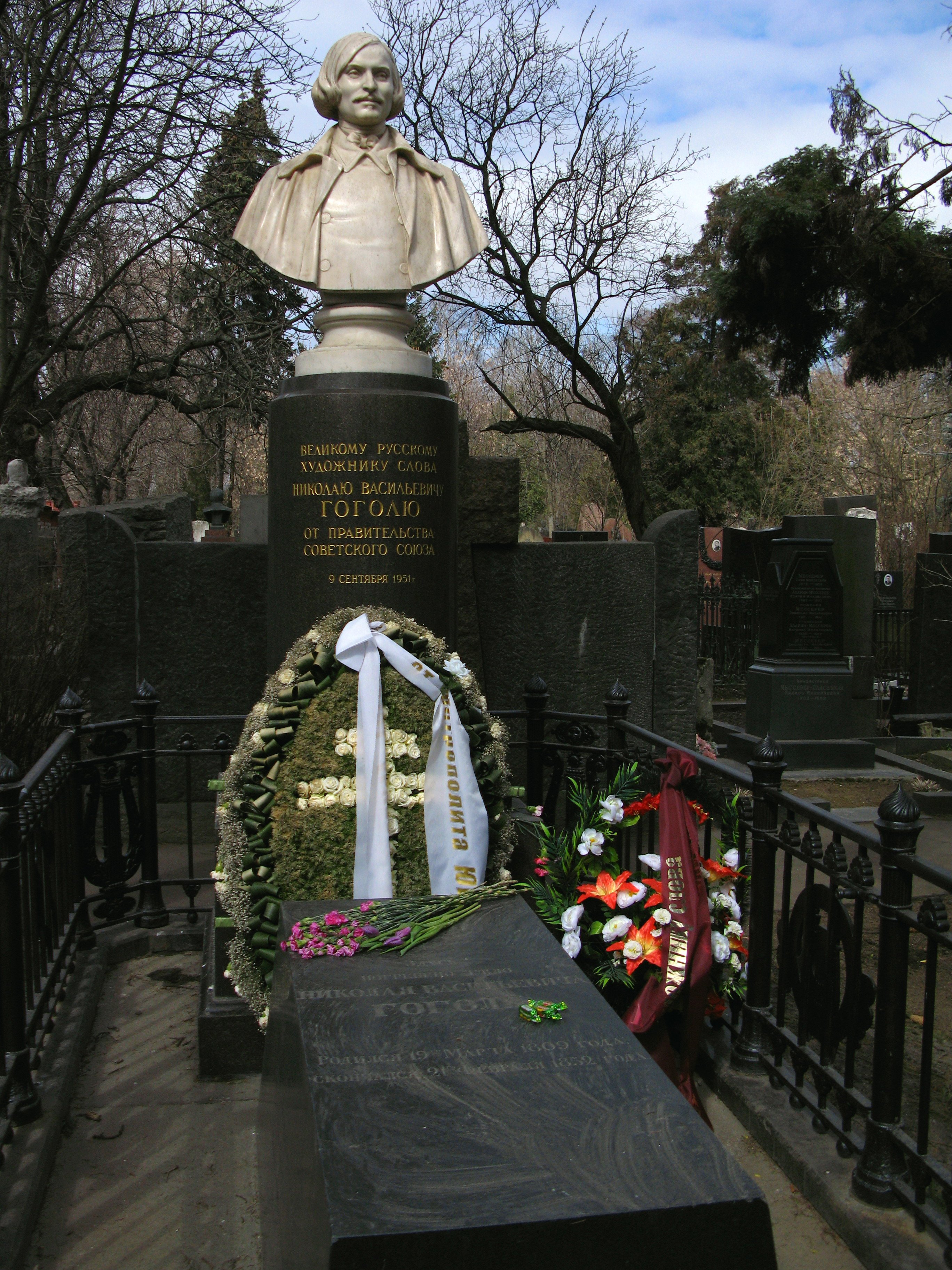
Sepultura de Gogol no Cemitério Novodevichy

De volta a Moscovo, redige a segunda parte de Almas Mortas. Mas seu estado físico se degrada incessante, mercê do sonho que o acompanha desde jovem: mesmo homem absolutamente sadio e regrado, sua ânsia por uma nova ordem das coisas o martiriza. No início de Fevereiro de 1852, num momento de delírio, segundo dizem, ele queima, na lareira de seu quarto, todos os manuscritos inéditos - inclusive o fim da segunda parte de Almas Mortas. O romance é uma belíssima e irónica ficção sobre a corrupção de uma classe decadente que domina o povo ignorante e escravo do Estado. Mas nunca fora concluída.
Morreu em 21 de fevereiro de 1852. Foram-lhe concedidas cerimónias e reconhecimento únicos: seu corpo embalsamado segue insepulto por mais de um dia, carregado pelos estudantes, que oferecem homenagens acaloradas em memória do grande escritor. Está enterrado no Cemitério Novodevichy, em Moscovo.
Sua obra fez, de Nikolai Gogol, o maior escritor russo da primeira metade do século XIX, o verdadeiro introdutor do realismo na literatura russa e o precursor genial de todos os grandes escritores russos que se lhe seguiram. Como disse Dostoiévski: "Todos nós saímos de O Capote de Gógol". Toda a literatura russa, que já muito devia a Púchkin, colherá, em Gógol, os maiores ensinamentos.

## Obras
- Viy. 1831.
- Noites na Granja ao Pé de Dikanka. 1831. (LISBOA, ASSIRIO E ALVIM, 204).
- Taras Bulba. 1834. (LISBOA, EUROPA-AMERICA, 1974)
- Tarás Bulba. 1835.
- Mírgorod. 1835. (LISBOA, ASSIRIO E ALVIM, 2007).
- Avenida Niévsky. 1835. (LISBOA , ASSIRIO E ALVIM, 2002).
- O Diário de um Louco.1835.(LISBOA , ASSIRIO E ALVIM, 2002).
- Arabescos. 1835.
- O Retrato. 1835 (LISBOA, ASSIRIO E ALVIM, 2003).
- A Carruagem. 1836.
- O Nariz. 1836. (LISBOA, ASSIRIO E ALVIM, 2002)
- O Inspector Geral. 1836. (LISBOA, ASSIRIO E ALVIM, 2009).
- Roma. 1839. (LISBOA, RELOGIO D'AGUA).
- O Capote.1842. (LISBOA , ASSIRIO E ALVIM, 2002).
- Almas Mortas. 1842. (LISBOA, ASSIRIO E ALVIM, 2002)
- HENRI TROYAT. Gogol'. (Porto, Lello, 1980).
- VLADIMIR NABOKOV - Nikolai Gogol. (Lisboa, Assirio e Alvim, 2007).